# Alfred Ladefoged
Alfred Ladefoged Østergaard (født 22. maj 1909 i Raasted) var en dansk atlet.
Ladefoged var medlem af Frederiksberg IF og vandt to DM-medaljer på 400 meter.

## Danske mesterskaber
- Sølv 1936 400 meter 51,0
- Bronze 1935 400 meter 51,3
- Guld 1936 4 x 400 meter 3,28,4